# District de Higashikanbara
Le district de Higashikanbara (東蒲原郡, Higashikanbara-gun) est un district de la préfecture de Niigata au Japon.
Au 1er mai 2014, sa population était de 12 160 habitants pour une superficie de 952,88 km2.

## Commune du district
- Aga